# Битва под Батогом
Битва под Батогом (укр. Битва під Батогом, пол. Bitwa pod Batohem) — одно из крупных сражений в ходе восстания Хмельницкого. Объединённая армия запорожских казаков под предводительством Богдана Хмельницкого и крымских татар хана Исляма III Герая нанесла в двухдневной битве 1 и 2 июня 1652 года разгромное поражение войску Речи Посполитой во главе с Мартином Калиновским. После битвы несколько тысяч польских пленников, в том числе высокопоставленные полководцы, были казнены.

## Предыстория
Неудачная для Войска Запорожского военная кампания 1651 года привела к подписанию невыгодного для казаков Белоцерковского мира. Военно-политические достижения предыдущих лет оказались под угрозой. В Поднепровье начали возвращаться магнаты и шляхтичи, которые восстанавливали феодально-крепостнические порядки. В ответ в Поднепровье, на Черниговщине и Полтавщине вспыхнули новые крестьянские восстания. Не без согласования с Богданом Хмельницким ими руководил наказной гетман Степан Пободайло. В мае 1652 года вспыхнули восстания на Киевщине и Брацлавщине. Польско-шляхетский гарнизон во главе с воеводой Адамом Киселём был вынужден оставить Киев. Протестовали недовольные составом уменьшенного реестра казаки, большая часть из которых должна была вернуться в подданство панов. Речь Посполитая пыталась ликвидировать Гетманщину и восстановить на её землях прежний колониальный режим.
В конце апреля 1652 года в Чигирине прошёл тайный совет гетмана со старшиной, на котором было принято решение готовиться к военным действиям против Польши. По предварительной договорённости крымский хан прислал Хмельницкому татарские отряды. Поводом для начала военных действий стало нарушение молдавским господарем Василием Лупу союзного договора. Весной 1652 года отряд Тимофея Хмельницкого отправился в молдавские земли, чтобы заключить династический брак между Тимофеем Хмельницким и дочерью Василия Лупу Розандой и тем самым добиться выполнения условий запорожско-молдавского договора.

## Подготовка
Узнав о планах казацкого похода в Молдавию, польское правительство дало распоряжение Мартину Калиновскому разбить казаков. Вблизи горы Батог у берегов Южного Буга в долине недалеко от местечка Ладыжин Калиновский расположил на пути Тимофея Хмельницкого лагерь с 20-тысячным войском (6 тысяч конницы, 4,5 тысячи пехоты, а также вооружённых слуг), в котором было много иностранных наёмников. Перед лагерем располагалась река, на флангах находились леса и болота, за лагерем — гора Батог.
Богдан Хмельницкий узнал о польских намерениях. Усыпив внимание польского командования сообщением о походе в Молдавию якобы небольшого отряда казаков, он собрал войско для решительного удара по полякам. В войско входили Чигиринский, Черкасский, Корсунский и Переяславский полки, а также татарская конница.

## Ход битвы
22 мая (1 июня) казацкие войска и крымско-татарские отряды переправились через Буг, незаметно подошли к польскому лагерю в урочище Батога между реками Буг и Соб. С северо-запада к лагерю подошёл передовой татарский полк, польская конница первой ударила по татарам. Поляки выбили татар с поля; потом подошли большие татарские силы и заставили поляков отступить к своим позициям. Кавалерийские действия продолжались в течение целого дня и прекратились лишь с наступлением темноты.
За ночь казаки сумели плотно окружить вражеский лагерь со всех сторон. Польские военачальники в это же время проводили военный совет. Наличие татар указывало на подход главных сил Богдана Хмельницкого. В таких условиях воевода Зигмунд Пшиемский, командир артиллерии, предложил отступить коннице к Каменцу под прикрытием пехоты, но Калиновский отклонил его предложение, опасаясь неудовольствия польского короля Яна Казимира, и решил всеми силами обороняться здесь. С запада подошли главные силы запорожского войска, и утром 23 мая (2 июня) начался генеральный штурм польского лагеря.
С юга атаковала татарская конница. Казацкое войско после многочасового упорного боя преодолело сопротивление противника и ворвалось в его лагерь. Зная результаты ночного совещания, многие поляки считали, что Калиновский лишил их шанса на спасение. Боевой дух конницы неимоверно упал. Отбив первую же атаку татар, большая часть гусар воспользовалась предоставленным им простором, чтобы вырваться из окружения. Заметив это, Мартин Калиновский приказал немецким пехотинцам открыть огонь по беглецам. Казацкая и татарская конница преследовала беглецов, уничтожала или брала их в плен. Повсюду шёл ожесточённый бой, продолжившийся и после наступления ночи. В темноте поляки окончательно потеряли ориентацию и не знали уже, кто и откуда атакует. Тимофей Хмельницкий приказал поджечь стога сена, чтобы осветить поле боя.
Овладев центром лагеря, казаки пошли на приступ редутов, где закрепились немецкие наёмники и до захода солнца захватили их. Полякам удалось продержаться дольше, но после прорыва их обороны казаками Ивана Богуна исход битвы был решён. Армия Речи Посполитой была разгромлена, сам Мартин Калиновский вместе с сыном Самуэлем Ежи погибли. Также погибли комендант немецкой пехоты Зигмунд Пшиемский, брат будущего короля Яна III Собеского Марек и другие шляхтичи. Польша потеряла убитыми 8000 отборных воинов, большинство из которых были убиты во время последующей за битвой массовой казни пленных. Спастись от погрома удалось не более 1500 польской конницы. Точные потери казаков и татар неизвестны.

## Резня пленников
После окончания битвы Богдан Хмельницкий выкупил у Нуреддин-султана за 50 000 талеров всех пленных поляков и приказал их убить, объясняя такой поступок местью за проигранную Берестецкую битву. 3 и 4 июня казаки убили от 5 до 8 тысяч пленных (солдат и слуг), несмотря на протест татар и части казацкой старшины. В ходе массовой казни были зверски убиты многочисленные представители шляхты и аристократии. Пленников со связанными за спиной руками убивали по очереди путём обезглавливания или потрошения.
Одним из чудом спасшихся поляков был национальный герой Польши Стефан Чарнецкий, который наблюдал за расправой, спрятавшись в стоге сена. Из-за увиденных им сцен он впоследствии сам расправлялся с украинскими казаками и крестьянами с крайней жестокостью, например при осадах Ставища. В 1664 году Чарнецкий сжёг и разграбил хутор Суботов, ранее принадлежавший Богдану Хмельницкому. Были разрушены гробницы Богдана и Тимофея Хмельницких в Ильинской церкви, а их тела Чарнецкий приказал выбросить на рынок.

## Политические последствия

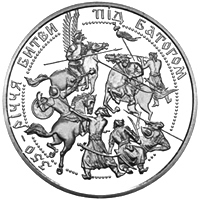
Юбилейная монета Украины

Победа под Батогом фактически аннулировала Белоцерковский договор 1651 года. Исход сражения привёл к отступлению различных польских частей и гарнизонов, которые продвинулись на территорию Гетманщины по условиям Белоцерковского мира, граница опять пролегла по реке Случь, как это было по условиям Зборовского договора 1649 года. Победная битва под Батогом вызвала массовое восстание по всей Юго-Западной Руси против шляхты, возобновление работы самостоятельных органов власти.
По некоторым данным, Богдан Хмельницкий намеревался развить наступление на западном направлении, однако эпидемия чумы, которая в то время бушевала в Галиции и на Волыни, не позволила это сделать. Следующим действием Хмельницкого стала осада крепости Каменец-Подольский, которая принудила Василия Лупу к выполнению требований Хмельницкого. Союз Войска Запорожского с Молдавией был скреплён браком Тимофея Хмельницкого с Розандой Лупу, который был заключён в Яссах 21 (31) августа 1652 года. Таким образом разрывался польско-молдавский союз и Молдавия становилась союзницей запорожских казаков.